# Kommandant der Seeverteidigung Bergen
Der Kommandant der Seeverteidigung Bergen, kurz Seekommandant Bergen, war ein regionaler Küstenbefehlshaber der deutschen Kriegsmarine im Zweiten Weltkrieg.

## Geschichte

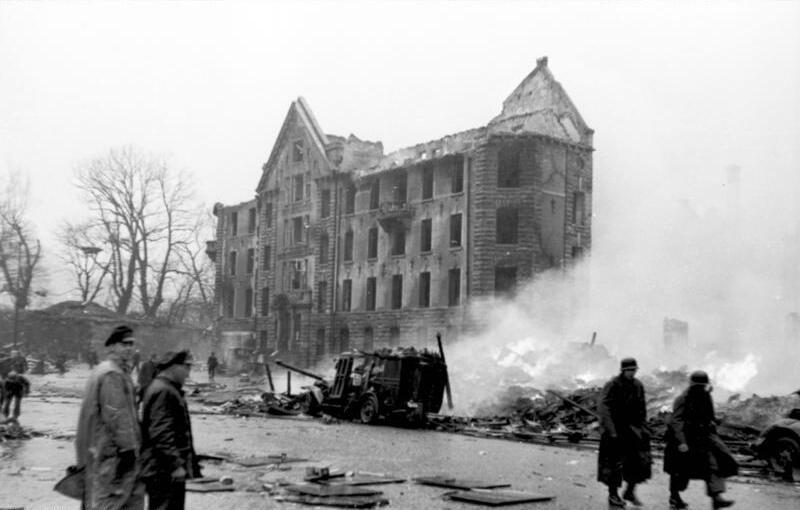
Zerstörungen in Bergen nach der Explosion des Munitionsschiffs Vorboode am 20. April 1944

Nach der deutschen Besetzung Norwegens im April 1940 richtete die Kriegsmarine die Dienststelle des Seekommandanten Bergen ein, deren Stabsquartier sich in der gleichnamigen Stadt befand. Sie unterstand dem Admiral der norwegischen Westküste.
Der Befehlsbereich des Seekommandanten reichte zunächst vom Kap Stadlandet bis zum Hardangerfjord. Die benachbarten Seekommandanturen waren Molde im Norden und Stavanger im Süden. Im Verlauf des Krieges wurden die Grenzen zum Seekommandanten Stavanger mehrfach angepasst, um die einheitliche Führung der Küstenartillerie zu verbessern.
Am 20. April 1944 kam es zu einer Sprengstoffexplosion auf einem Munitionstransporter im Hafen von Bergen, bei der der Seekommandant Konteradmiral Walther Oehler schwer verwundet und ein Offizier seines Stabes getötet wurde.

## Unterstellte Dienststellen und Verbände

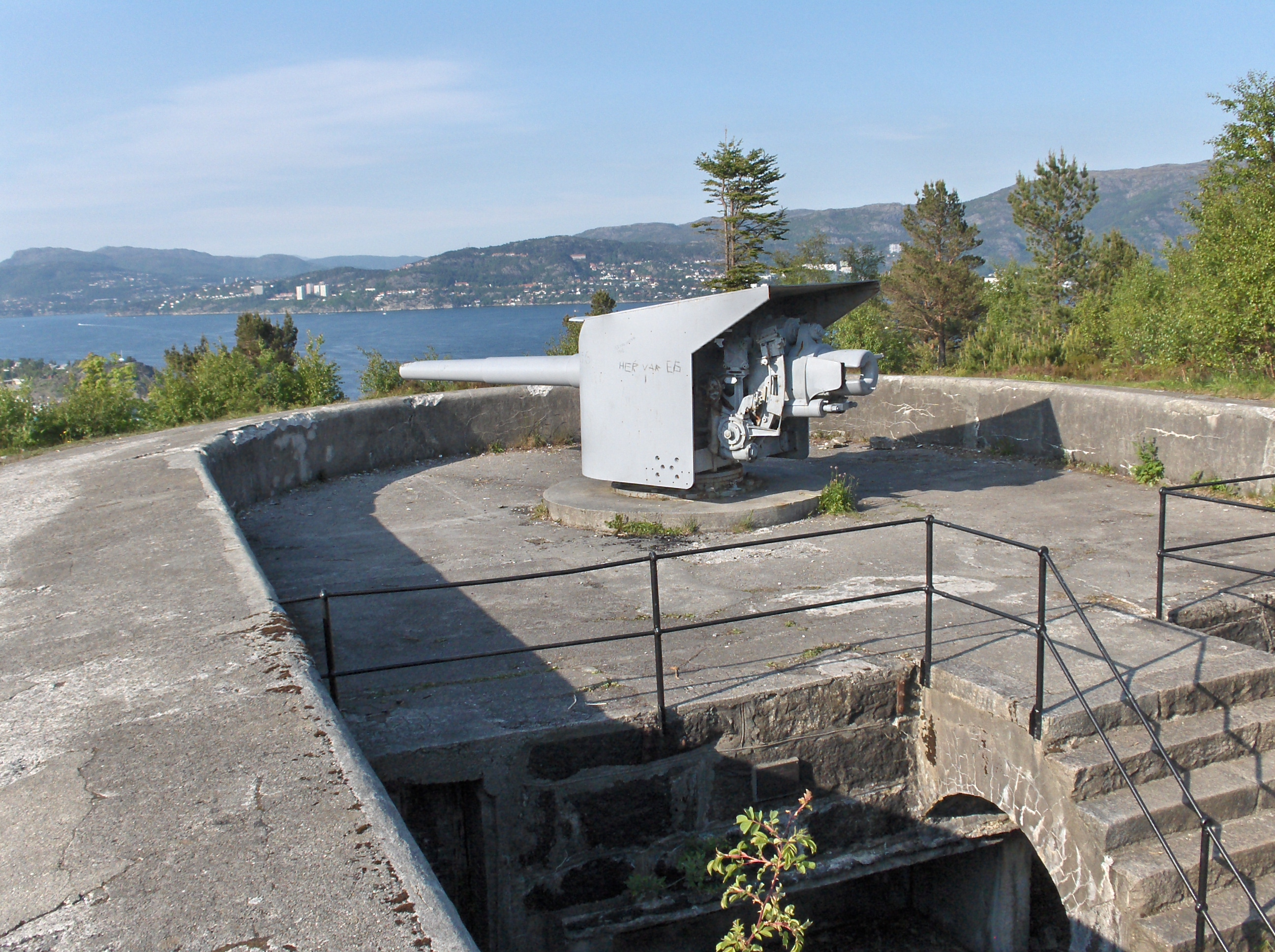
Festung Kvarven

Dem Seekommandanten waren folgende Verbände und Dienststellen unterstellt:
- Hafenkapitän Maalöy
- Hafenkapitän Floröy
- Hafenkapitän Askevold
- Hafenkapitän/-kommandant Bergen
- Hafenkapitän Leirvik (Stord)
- Hafenkapitän/-kommandant Haugesund, im Laufe des Krieges vom Seekommandant Stavanger und 1945 wieder zurück
- Hafenkapitän Kopervik (Karmøy), im Laufe des Krieges vom Seekommandant Stavanger und 1945 wieder zurück
- Hafenschutzflottille Bergen

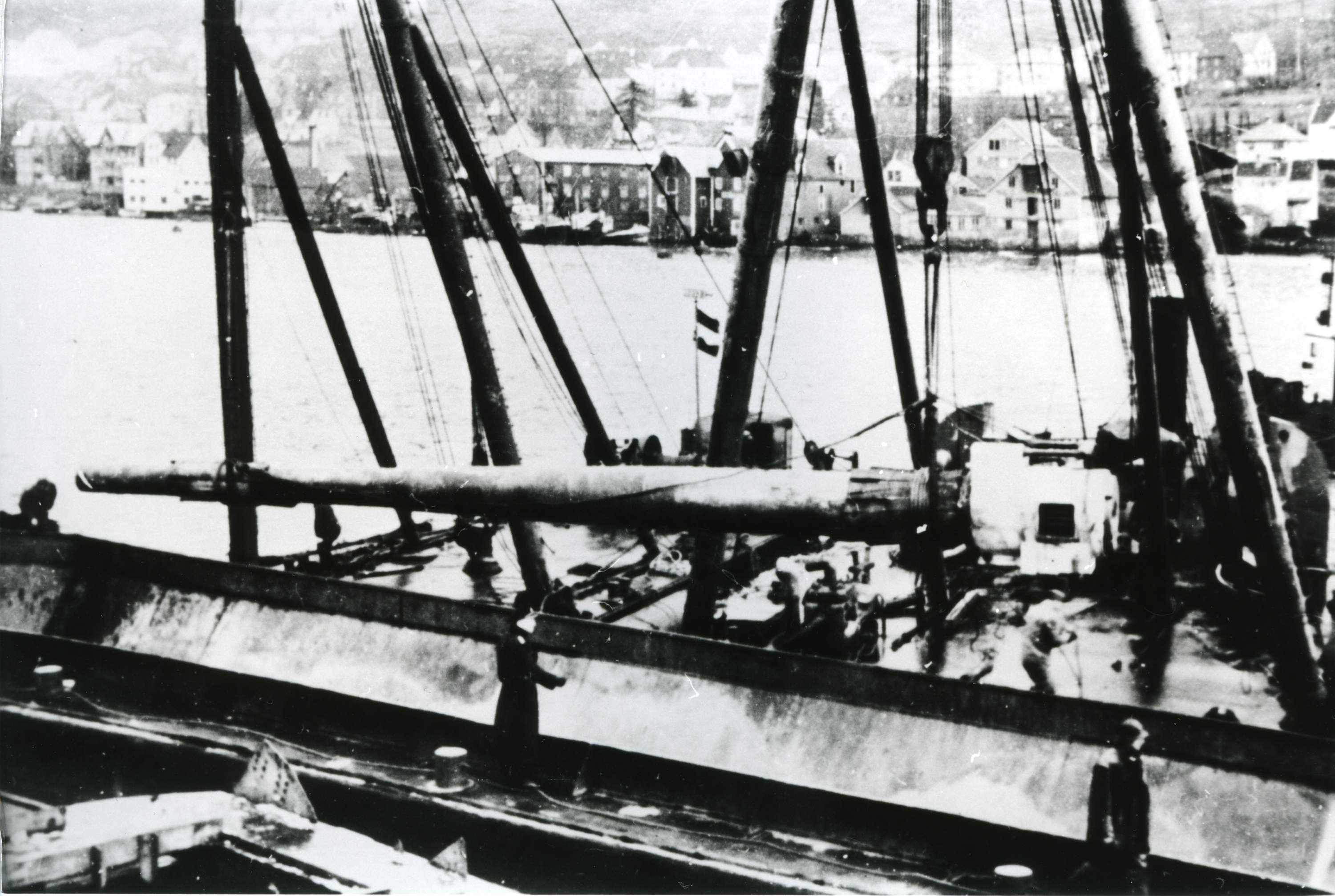
Ein 28-cm-Geschütz des Schlachtschiffs Gneisenau wird zur Festung Fjell transportiert (1942/43)

- Marineartillerieabteilung 504 (Gravdal): im Juni 1940 als Marineartillerieabteilung Bergen aus der Marineartillerieabteilung 303 gebildet, ab Juli 1940 endgültige Bezeichnung
  - Festung Kvarven, 1. Batterie[2]
  - Festung Fjell, 11. Batterie
- 31. Marineflakregiment (Bergen) von Juni 1940 bis November 1940
  - Marineflakabteilung 801 (Bergen), aus Marineflakabteilung 301
  - Marineflakabteilung 802 (Bergen)
- Marineflakabteilung 801 (Bergen) ab November 1940, im Januar 1944 mit der Marineflakabteilung 802 zusammengelegt
- Marineflakabteilung 802 (Bergen) ab November 1940, im Januar 1944 mit der Marineflakabteilung 801 zusammengelegt
- 31. Marineflakregiment (Bergen), ab Oktober 1944
  - Zusammengelegte Marineflakabteilung 801 (Bergen) und Marineflakabteilung 802 (Bergen)
  - Marineflakabteilung 822 (Bergen), ab November 1944
  - 31. Marinenebelabteilung (Bergen), ab November 1944
- Marineartilleriezeugamt Bergen, ab 1943 Marineartilleriearsenal
- Marineausrüstungsstelle Bergen, ab Frühjahr 1941 Teil der Kriegsmarinewerft Bergen

## Weitere Marinedienststellen im Befehlsbereich des Seekommandanten Bergen
Im Bereich des Seekommandanten Bergen war eine Anzahl von Marinedienststellen angesiedelt, die ihm nicht truppendienstlich unterstanden, darunter:
- Kriegsmarinewerft Bergen (→ Abschnitt Kriegsmarinewerft Bergen) (beim Admiral der norwegischen Westküste)
- Unterseebootsabwehrschule, ab 1943 von Gotenhafen nach Bergen verlegt (später beim Befehlshaber der Sicherungsstreitkräfte)
- Marinelazarett Bergen
- Seetransporthauptstelle Bergen (beim Seetransportchef Norwegen)
- Marinenachrichtenmittelkommando Bergen
- Marinenachrichtenoffizier Bergen

## Kriegsmarinewerft Bergen
Nach der Besetzung Bergens richtete die Kriegsmarine dort zunächst eine Marineausrüstungsstelle Bergen ein, die dem Seekommandanten Bergen unterstand. Im Mai 1941 wurde die Kriegsmarinewerft Bergen gegründet, in der die Marineausrüstungsstelle aufging. Sie war dem Admiral der norwegischen Westküste unterstellt. Im Juni 1943 wurde die Werft wiederum in ein Kriegsmarinearsenal Bergen umgewandelt, wobei ein Teil der Aufgaben der Danziger Werft übertragen wurden. Das Kriegsmarinearsenal Bergen bestand dann bis Kriegsende.
Folgende Offiziere waren als Oberwerftdirektor bzw. ab 1943 als Arsenalkommandant eingesetzt:
- Konteradmiral Friedrich Braune, Mai 1941 – Mai 1942
- Konteradmiral Waldemar Bender, Mai 1942 – März 1943
- Konteradmiral (Ing.) Alfred Schulze, März 1943 bis Kriegsende

## Seekommandanten

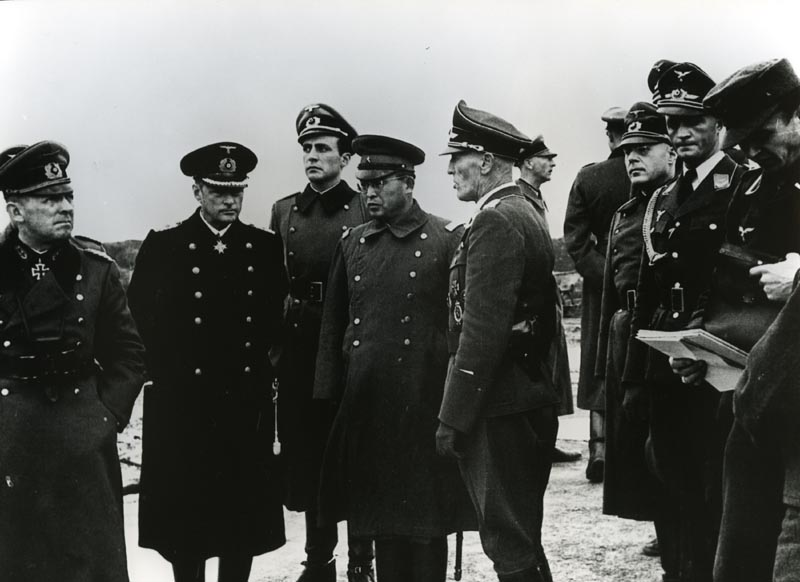
Hohe Offiziere, darunter der Seekommandant Bergen, Fregattenkapitän Dr. Moraht (2. v.l.), besichtigen die Festung Fjell

Folgende Offiziere hatten den Dienstposten des Seekommandanten Bergen:
- Kapitän zur See Heinrich Ruhfus, April – August 1940
- Kapitän zur See Walther Strasser, August 1940 – Mai 1942
- Kapitän zur See Wilibald Schmidt, Mai – September 1942, anschließend Kommandant der Seeverteidigung Tromsö
- Korvettenkapitän/Fregattenkapitän z. V. Robert Moraht, September 1942 – Dezember 1943
- Konteradmiral Walther Oehler, Dezember 1943 – August 1944
- Kapitän zur See Ludolf von Hohnhorst, April – August 1944 (mit der Wahrnehmung beauftragt)
- Kapitän zur See d. R. Georg Wildemann (zugleich Chef des Stabes beim Admiral der norwegischen Westküste), August – September 1944 (in Vertretung)
- Konteradmiral Clamor von Trotha, September 1944 – Januar 1945
- Kapitän zur See Oskar Schomburg (ehemaliger Chef des Stabes beim Admiral der norwegischen Westküste), Januar 1945 – Auflösung der Dienststelle